# Safety First: The Movie
Safety First: The Movie is een Belgische komische film uit 2015 van Tim Van Aelst. De film sluit aan bij de gelijknamige fictiereeks.

## Verhaal
Dirk Porrez stelt zich met het Safety First-team kandidaat om deel uit te maken van het beveiligingsteam op het dance-evenement Tomorrowland. Ze krijgen, dankzij Andy, een vaste waarde bij TML, de VIP-zone toegewezen. Al snel blijkt dat Andy verliefd is op Dirk maar deze liefde is helemaal nieuw voor hem. Als Luc hun prille romance ontdekt, probeert hij zo snel mogelijk een coming-out te forceren, zeer tegen de zin van Ingrid die haar broer alle tijd wil gunnen. 
Hilde, de beveiligingsverantwoordelijke van TML, merkt dat het team focus verliest en vindt dat werk en privé strikt gescheiden moeten blijven. Uit angst ontkent Dirk dat er iets gaande is, wat Andy niet alleen diep kwetst maar ook tot zijn ontslag leidt. Dirk bevindt zich na een tijd in een doolhof van leugens met een knagend schuldgevoel.

## Rolverdeling
| Acteur               | Personage        |
| -------------------- | ---------------- |
| Bruno Vanden Broecke | Dirk Porrez      |
| Matteo Simoni        | Simon "Smos" Vos |
| Ruth Beeckmans       | Ingrid Porrez    |
| Ben Segers           | Luc Turlinckx    |
| Tom Van Dyck         | Andy             |
| Els Dottermans       | Hilde            |
| Jasha Rudge          | DJ Jasha         |
| Tom Waes             | zichzelf         |
| Dimitri Vegas        | zichzelf         |
| Like Mike            | zichzelf         |
| Yves V               | zichzelf         |
| Steve Aoki           | zichzelf         |
| Bart Hollanders      | Stagemanager     |
| Stijn Cole           | Hippie           |